# Nynne Koch
Nynne Koch (Anna Lise Koch) (født 13. december 1915 i København, død 15. maj 2001) var en dansk forfatter og grundlægger af KVINFO i 1979 og en pioner inden for kvindesagen. Hun var født ind i en velhavende familie og uddannet på Polyteknisk læreanstalt. Efterfølgende uddannede hun sig til ingeniør. Hun skrev en række krimier, romaner og kronikker og var redaktør på det første danske tidsskrift for kønsforskning.
I 1986 blev Nynne Koch udnævnt til æresdoktor på Roskilde Universitet.

## Hæder og priser
- 1980 Georg Brandes-Prisen
- 1983 Alt for Damernes Kvindepris
- 1986 Æresdoktor: Roskilde Universitetscenter
- 1986 Frejafondens pris